# Martinair Flight Academy
De Martinair Flight Academy (Martinair Vliegschool) is een Nederlandse vliegschool en een dochteronderneming van Martinair. De vliegschool bevond zich tussen 1974 en 2020 op Lelystad Airport. Vanwege de samenwerking met de KLM Flight Academy is de vliegschool in 2020 verhuisd naar Groningen Airport Eelde zodat beide vliegscholen vanaf één vliegveld opereren. Het is de oudste nog opererende vliegopleiding in Nederland. De Rijksluchtvaartschool is ouder, maar is overgegaan in de KLM Flight Academy.

## Opleidingen
De vliegschool verzorgt een geïntegreerde ATPL(A) vliegopleiding. Het is een gecombineerde theorie- en praktijk opleiding, zodat kennis meteen in de praktijk toegepast kan worden. Het opleidingstraject duurt 24 maanden. Het theoriegedeelte wordt gegeven door middel van een computer-based training-systeem (CBT). Praktisch alle vlieginstructies worden vanaf een Nederlandse luchthaven uitgevoerd.
Naast de ATPL(A)-opleiding geeft de vliegschool ook een opleiding tot vlieginstructeur.

## Vloot
De lesvloot bestaat uit 13 vliegtuigen en 1 simulator:
- 9 × Socata TB-10 Tobago, met de registraties PH-MLO/Q/R/S/U/V/W, PH-DFE en PH-ESB
- 4 × Socata TB-20 Trinidad, met de registraties PH-MLK, PH-MLL, PH-MLY en PH-MLZ
- 1 × Diamond DA-42NG Twin Star Platinum, met de registratie PH-MFA
- 1 × Alsim 200 FNPT-II MCC (simulator)